# Zgomot industrial
Zgomotele industriale sunt o formă de poluare acustică constând din noxe auditive poluante care, prin durată și amplitudine, pot să creeze daune sănătății prin afecțiuni ale auzului uman. Ele sunt în principal produse de funcționarea utilajelor industriale, mai ales cele motorizate dar și de muzică puternic amplificată. Afecțiunile de sănătate ce sunt provocate, surzenia de ex., sunt nevindecabile. Se consideră ca fiind poluare acustică, zgomotele care depășesc un nivel de zgomot de 80-85 de decibeli (dB). La un nivel de zgomot de 90 dB se provoacă chiar numai la o durată de lucru de 2-4 ore zilnic, afectarea definitivă a capacității auditive. Contra îmbolnăvirii prin zgomot industrial se folosesc mijloace de amortizare a zgomotului diferite, personale dar și generale (protecție de ambianță). 
Există legislație corespunzătoare de protecție a muncii privitor la zgomotele industriale.